# Жемиј
Жемиј (фр. Gémil) насеље је и општина у јужној Француској у региону Миди Пирене, у департману Горња Гарона која припада префектури Тулуз.
По подацима из 2011. године у општини је живело 273 становника, а густина насељености је износила 97,15 становника/km². Општина се простире на површини од 2,81 km². Налази се на средњој надморској висини од 194 метара (максималној 200 m, а минималној 130 m).

## Демографија
| 1962. | 1968. | 1975. | 1982. | 1990. | 1999. | 2011. |
| ----- | ----- | ----- | ----- | ----- | ----- | ----- |
| 106   | 107   | 141   | 174   | 201   | 196   | 273   |

График промене броја становника у току последњих година